# Maestro elettricista
Il maestro elettricista o installatore diplomato (nuova terminologia) è un diploma federale protetto per classificare la persona del mestiere in Svizzera.
Si occupa della gestione relativa alla parte tecnica in particolare all'interno di un'impresa di impianti elettrici, secondo la legge federale impianti elettrici (LIE 734) e le varie ordinanze relative agli impianti elettrici di cui alla OIBT 734.27.
In Svizzera, infatti ogni impresa del campo deve avere almeno una persona del mestiere ogni 20 operai impiegati, il compito è la direzione lavori, la sorveglianza del rispetto delle normative in vigore, ed è responsabile con la propria firma dell'esecuzione degli impianti. La firma viene richiesta per le notifiche d'installazione verso i gestori di rete e per la certificazione finale (RaSi). Per poter ottenere questo titolo ci sono diverse possibilità: ottenere l'attestato di capacità come montatore elettricista, poi frequentare le scuole e relativi esami federali per consulente in Sicurezza elettrica, Elettricista Capo progetto e infine Installatore diplomato; questo percorso viene realizzato parallelamente all'attività lavorativa e può richiedere tempi di circa 10 anni. Altra possibilità per Ingegneri e tecnici ST, frequentazione di una scuola e relativi esami per persona del mestiere.